# Lassingbach (Erlauf)
Der Lassingbach (kurz Lassing) ist ein knapp 15 Kilometer langer rechter Nebenfluss der Erlauf in den Türnitzer Alpen in Niederösterreich. Er entspringt südlich von Annaberg im Erzgraben am Nordfuß des Großen Sulzbergs und mündet im Bereich des Ötschergrabens beim Stierwaschboden in die Erlauf. Im Zuge der Errichtung des Kraftwerks Wienerbruck (1908) wurde die Lassing bei Wienerbruck, Gemeinde Annaberg, gestaut und über einen Druckstollen mit einem Höhenunterschied von etwa 170 Meter bis zur Einmündung in die Erlauf umgeleitet, deshalb ist die Wassermenge beim Wasserfall seither eher gering.

## Name
Im Zeitraum 1074–1084 (Laznich) gab es die erste schriftliche Erwähnung. Der Name leitet sich vom slawischen *Lazъnika ab und hat die ungefähre Bedeutung „wo ein Weg ausgeholzt wird“. Später wurde die Endung mit -ing eingedeutscht.

## Lassingfall
Der Lassingfall (47° 51′ 6″ N, 15° 17′ 37″ O) befindet sich im Lassinggraben zwischen Wienerbruck (790 m ü. A.) und dem Stierwaschboden (622 m) und hat eine Fallhöhe von etwa 90 Meter. Erreichbar ist er über einen Steig, der durch die ganze Klamm führt und unter anderem mehrere Felstore durchquert.